# Rieux, Marne
Rieux är en kommun i departementet Marne i regionen Grand Est (tidigare regionen Champagne-Ardenne) i nordöstra Frankrike. Kommunen ligger i kantonen Montmirail som tillhör arrondissementet Épernay. År 2022 hade Rieux 194 invånare.

## Befolkningsutveckling
Antalet invånare i kommunen Rieux
| Referens: INSEE |